# Neomorphus
Neomorphus es un género de aves cuculiformes de la familia Cuculidae propias de Centro y Sudamérica.

## Especies
El género Neomorphus incluye las siguientes especies:
- Neomorphus geoffroyi
- Neomorphus squamiger
- Neomorphus radiolosus
- Neomorphus rufipennis
- Neomorphus pucheranii